# Martin de Braga
Pour les articles homonymes, voir Saint Martin.
Martin de Braga (Martinus), né entre 510 et 520 en Pannonie, mort le 20 mars 579 à Bracara Augusta, capitale du royaume suève (aujourd'hui Braga au nord de l'actuel Portugal), est un prélat catholique et un écrivain ecclésiastique, considéré par ses contemporains comme l'apôtre de la Galice, et inscrit au registre des saints par l'Église catholique.

## Biographie

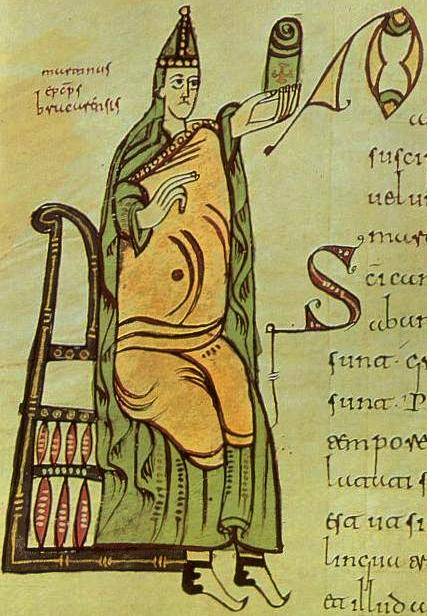
Martin de Braga, miniature du Códex Albeldensis, année 976, Bibliothèque du Monastère de San Lorenzo à El Escorial, Madrid.

Pannonien romanisé, il devient moine après un séjour en Palestine. Il se rend ensuite dans le royaume suève (qui correspond à peu près à la Gallaecia romaine, puis au royaume de Galice médiéval et aujourd'hui à la Galice et au nord du Portugal), où il s'installe vers 550, avec l'intention de convertir les Suèves, qui sont alors encore païens ou ariens. Il commence par fonder le monastère de Dume (à l'époque, Dume faisait partie du royaume suève et est actuellement une paroisse  (freguesia) éponyme de Braga). En 561-563, il prend part au Ier concile de Braga, où il signe en tant qu'« évêque de Dume ». Il est ensuite élu archevêque de Braga, métropole du royaume suève. Il préside ainsi, en 572, le second concile de Braga. Il introduit le monachisme dans son diocèse et est l'auteur de plusieurs ouvrages. Il meurt dans sa métropole en 579.
Grégoire de Tours relate sa vie dans sa Vie des martyrs (I, 11) et son Histoire des Francs (VI, 37-38).

## Œuvre
L'œuvre de Martin de Braga est principalement composée de traités moraux. Ainsi, il compose Pro repellanda jactantia (Pour éviter l'ostentation), De superbia (De l'orgueil) et Exhortatio humilitatis (Exhortation à l'humilité) à l'intention des moines de Dume. Pour l'instruction de ses moines, il compile également des Sententiæ Patrum ægyptiorum (Sentences des Pères égyptiens). Devenu archevêque, il rédige deux traités fortement inspirés de Sénèque, De ira (De la colère) et la Formula vitæ honestæ, dédiée au roi Miro de Galice. Ainsi, ce dernier ouvrage, qui inspirera ensuite Vincent de Beauvais et Hildebert de Lavardin, sera traduit au début du XIIIe siècle en occitan par Daude de Pradas et en français en 1403 par Jean Courtecuisse, sera pris jusqu'à Pétrarque pour une œuvre du philosophe romain lui-même.
Évangélisateur soucieux de délivrer les paysans de la terreur des enchantements et des maléfices, il examine les ressorts de la superstition populaire dans son essai De correctione rusticorum (De la réforme des paysans). En matière liturgique, son traité De pascha (Sur Pâques) est consacré au calcul de l'épacte, et De trina immersione (De la triple immersion) au sacrement du baptême.
Enfin, il rassemble 84 canons d'origine orientale et, dans une moindre mesure, africaine et orientale. Sa Collectio, en deux parties, traite d'abord de l'ordination et des devoirs des clercs ; ensuite des droits et devoirs des laïcs.

### Éditions et traductions
- Martini episcopi Bracarensis Opera omnia, edidit Claude W. Barlow, published for The American Academy in Rome, New Haven Yale University Press, London-Geoffrey Cumberlege-Oxford University Press, 1950, XII-328 p.
- La Formula honestae vitae, de Martin de Braga, pseudo-Sénèque [ou] Sénèque des IIII vertus ; trad. et glosée par Jean Courtecuisse (1403) ; étude et éd. critique par Hans Haselbach, Berne,, et Francfort-sur-le-Main, 1975, 505-7 p.
- De correctione rusticorum (De la réforme des campagnards, vers 550), trad. Claude Lecouteux, Mondes parallèles, Honoré Champion, 2007, p. 13-24.

### Études
- Marc Reydellet, article « Martin de Braga », Michel Zink, Alain de Libera et Claude Gauvard, Dictionnaire du Moyen Âge, PUF, coll. « Quadrige », 2004 (ISBN 2-13-054339-1).
- Lucia Bertolini, I volgarizzamenti italiani degli apocrifi (secc. XIII-XV): un sondaggio, in Seneca: una vicenda testuale, a cura di T. De Robertis e G. Resta, Firenze, Mandragora, 2004, p. 357-64.
- Paolo Divizia, La Formula vitae honestae, il Tresor e i rispettivi volgarizzamenti falsamente attribuiti a Bono Giamboni, « La parola del testo », XI/1 (2007), p. 27-44.